# Algebrai szám
Matematikában az algebrai szám olyan valós vagy komplex szám, amely gyöke egy racionális együtthatós nem azonosan nulla polinomnak. Ezzel ekvivalens, ha racionális helyett egészek az együtthatók.

## Példák
A racionális számok algebrai számok. Egy irracionális szám is lehet algebrai, ha nem algebrai, akkor transzcendens szám. Például a {\displaystyle {\sqrt {2}}} és {\displaystyle r{\sqrt[{n}]{3}}} (ahol n pozitív egész, és r racionális) is algebrai számok, mert az {\displaystyle x^{2}-2},
illetve {\displaystyle x^{n}-3r^{n}} gyökei. A képzetes egység {\displaystyle i} is algebrai, mivel kielégíti az {\displaystyle x^{2}+1=0} egyenletet. A π és az e nem algebrai számok.

## Tulajdonságok

### Minimálpolinom
Minden algebrai számhoz egyértelműen található olyan minimális fokszámú polinom, melynek a szám gyöke, és amelynek a főegyütthatója 1:
{\displaystyle f(x)=x^{n}+a_{n-1}x^{n-1}\dots +a_{1}x+a_{0}},
ahol n pozitív egész és az {\displaystyle a_{i}}-k racionálisak. Ezt a polinomot hívják minimálpolinomnak. Az algebrai szám foka minimálpolinomjának fokszáma (n). Az elsőfokú algebrai számok a racionális számok.

### Számosság
Az algebrai számok halmaza megszámlálhatóan végtelen, így mivel a valós számok számossága kontinuum (Cantor), majdnem minden valós szám transzcendens.

## Az algebrai számok teste
Az algebrai számok összege, különbsége, szorzata, és hányadosa (sőt racionális kitevőjű hatványai) is algebrai, így testet alkotnak (jele {\displaystyle {\overline {\mathbb {Q} }}} vagy ritkábban {\displaystyle \mathbb {A} }). Megmutatható, hogy az algebrai együtthatós polinomok gyökei is algebrai számok.
A racionális számok teste az algebrai számok részteste ({\displaystyle \mathbb {Q} \subset {\overline {\mathbb {Q} }}}). Végtelen sok részteste van az algebrai számoknak, mely a racionális számokénál bővebb ({\displaystyle \mathbb {F} :\ \mathbb {Q} \subset \mathbb {F} \subset {\overline {\mathbb {Q} }}}). Ezekkel a résztestekkel Galois-elmélet foglalkozik.
A racionális számokból az alapműveletek (+, –, *, /) és n-edik gyökvonás (n pozitív egész) véges sokszori alkalmazásával kapható számok algebraiak. A Galois-elmélet egyik eredménye, hogy vannak olyan algebrai számok is, amelyek nem állnak elő ilyen módon, és ezen számok foka legalább 5. Például az {\displaystyle x^{5}-x-1=0} egyenlet egyetlen valós gyöke ilyen algebrai szám.

## Algebrai egészek
Az algebrai egészek olyan algebrai számok, amelyek minimálpolinomja egész együtthatós. Az algebrai egész elnevezés azzal is indokolható, hogy ha egy algebrai egész racionális, akkor egész szám is. Algebrai egészek összege, szorzata is algebrai egész, de hányadosuk nem feltétlenül az, így gyűrűt alkotnak (mely részgyűrűje az algebrai számok gyűrűjének).